# Keleti Péter István
Keleti Péter István (Pécs, 1904. december 10. - Pécs, 1977. február 15.) ügyvéd, a Demokrata Néppárt országgyűlési képviselője.

## Élete

### Gyermek- és ifjúkora
Ivzipovics Ferenc István vasesztergályos majd mozdonyvezető és Strojinl Ilona gyermeke. Egy testvére volt. Római katolikus vallásban nevelkedett. Az elemi elvégzése után a pécsi Pius Katolikus Főgimnáziumban tanult, érettségi vizsgáját 1923-ban tette le. Tanulmányait pár évre felfüggesztette, családi okok miatt Bulgáriában, Törökországban, Egyiptomban és Görögországban élt. Hazatérve 1927-ben jogi tanulmányokba kezdett a Magyar Királyi Erzsébet Tudományegyetemen. Az egyetem elvégzése és a szakvizsga letétele után 1937-ben önálló irodát nyitott. Nevét 1924-ben magyarosította.

### Politikai pályája
1945-ben belépett a Független Kisgazdapártba, de amikor az a Magyar Kommunista Párt szalámitaktikája hatására balra tolódott, kilépett a pártból, és a Demokrata Néppárthoz csatlakozott. Az 1947. augusztus 31-i országgyűlési választásokon a Baranya és Tolna vármegyei választókerületből bekerült az Országgyűlésbe. Nagyon aktív frakciómunkát végzett, és számos alkalommal felszólalt az üléseken. Pártja, a Demokrata Néppárt frakciójának megszűnése után párton kívüli képviselőként tagja maradt a Parlamentnek.

### A diktatúra idején
Mandátumának lejárta után, 1951-ben pécsi ingatlanjait elvették és "államosították". 1958-ban pedig az Ügyvédi Kamara törölte saját névjegyzékéből, mint aki „az ügyvédi hivatás további gyakorlására alkalmatlan”. Az ügyvédi munkától való eltiltása után alkalmi és évekig fizikai munkából volt kénytelen családját eltartani. 1964-ben képviselőtársa Matheovits Ferenc perében negyedrendű vádlottként ("összeesküvésben való részvétel" vádjával) a Budapesti Fővárosi Bíróság 1964 októberében három évi szabadságvesztésre ítélte és öt esztendőre eltiltotta a közügyek gyakorlásától. Büntetését a szegedi Csillagbörtönben töltötte le. Szabadulása után teljes visszavonultságban élt, 1977-ben hunyt el.